# Čortanovci

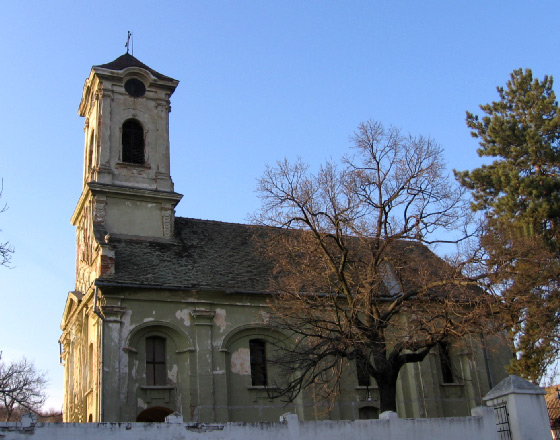
Orthodoxe Kirche von Chortanovci

Čortanovci (serbisch-kyrillisch Чортановци) ist ein Dorf im Okrug Srem in der serbischen Provinz Vojvodina mit knapp 3000 Einwohnern.

## Demographie
Seit dem Zweiten Weltkrieg auf das zweieinhalbfache gestiegen.
| Jahr      | 1948 | 1953  | 1961  | 1971  | 1981  | 1991  | 2002  | 2011  |
| --------- | ---- | ----- | ----- | ----- | ----- | ----- | ----- | ----- |
| Einwohner | 944  | 1.106 | 1.833 | 1.651 | 1.853 | 1.590 | 2.308 | 2.337 |

## Belege
1. ↑  Република Србија, Републички завод за статистику: УПОРЕДНИ ПРЕГЛЕД БРОЈА СТАНОВНИКА: 1948, 1953, 1961, 1971, 1981, 1991, 2002. И 2011. Република Србија Републички завод за статистику, Belgrad 2014, ISBN 978-86-6161-109-4, S. 43 (serbisch, Online [PDF]).